# Kurtia purusata
Kurtia purusata är en fjärilsart som beskrevs av William Schaus 1939. Kurtia purusata ingår i släktet Kurtia och familjen tandspinnare. Inga underarter finns listade i Catalogue of Life.